# Aree palustri di Melere - Monte Gal e boschi di Col d'Ongia
Aree palustri di Melere - Monte Gal e boschi di Col d'Ongia este o arie protejată (arie specială de conservare — SAC, sit de importanță comunitară — SCI) din Italia întinsă pe o suprafață de 111 ha, integral pe uscat.

## Localizare
Centrul sitului Aree palustri di Melere - Monte Gal e boschi di Col d'Ongia este situat la coordonatele 46°02′49″N 12°12′55″E / 46.046944°N 12.215278°E.

## Înființare
Situl Aree palustri di Melere - Monte Gal e boschi di Col d'Ongia a fost declarat sit de importanță comunitară în decembrie 2003 pentru a proteja 10 specii de animale. Situl a fost protejat și ca arie specială de conservare în iulie 2018.

## Biodiversitate
Situată în ecoregiunea alpină, aria protejată conține 7 habitate naturale: Păduri ilirice de Fagus sylvatica (Aremonio-Fagion), Pajiști uscate seminaturale și facies de acoperire cu tufișuri pe substraturi calcaroase (Festuco-Brometalia) (* situri importante pentru orhidee), Pajiști cu Molinia pe soluri calcaroase, turboase sau argilos-nămoloase (Molinion caeruleae), Depresiuni pe substraturi de turbă de Rhynchosporion, Păduri pe pante, grohotișuri și ravene de Tilio-Acerion, Păduri de fag Asperulo-Fagetum, Mlaștini alcaline.
La baza desemnării sitului se află mai multe specii protejate:
- păsări (9): uliu porumbar (Accipiter gentilis), uliu păsărar (Accipiter nisus), pițigoi codat (Aegithalos caudatus), corb (Corvus corax), presură de munte (Emberiza cia), presură galbenă (Emberiza citrinella), ciuvică (Glaucidium passerinum), codroșul de pădure (Phoenicurus phoenicurus), ciocănitoarea verde (Picus viridis)
- amfibieni (1): izvoraș-cu-burta-galbenă (Bombina variegata)

Pe lângă speciile protejate, pe teritoriul sitului au mai fost identificate 8 specii de plante, 2 specii de amfibieni, 8 specii de mamifere, 3 specii de reptile.